# Geschiedenis van Zwitserland
Dit artikel beschrijft de geschiedenis van Zwitserland.

## Prehistorie
In de oude steentijd, waaruit de eerste overblijfselen van bewoning in grotten stammen, was Zwitserland voor grote delen met gletsjers bedekt. Het gebied van de stad Chur wordt waarschijnlijk al 11.000 jaar bewoond. Er zijn overblijfselen van paalwoningen in de meren vanuit de steentijd, kopertijd en bronstijd. De Zwitserse Alpen werden bewoond door verschillende Keltische volkeren, zoals de Helvetiërs, Raetiërs, Lepontiërs en Sedunen.

## Romeinse tijd

### Verovering
Het gebied dat nu Zwitserland is, werd voor het eerst binnengevallen door de Romeinen in 197 v.Chr., toen zij Ticino veroverden in het uiterste zuiden; het overige land bleef evenwel nog lang onbezet. In de 1e eeuw v.Chr. wilden de Helvetiërs, die in het Rhônedal woonden, doorstoten naar Gallië (tegenwoordig Frankrijk), maar werden in 58 v.Chr. door Julius Caesar bij Bibracte teruggeslagen. Nog voor de verovering door de Romeinen werden de steden Colonia Julia Equestris (tegenwoordige Nyon) en Augusta Raurica (het tegenwoordige Kaiseraugst) gesticht. Ten slotte onderwierpen Drusus en Tiberius in 15 v.Chr. met een Alpenveldtocht de Helvetiërs en Raëtiërs, en in de 1e eeuw werd het gebied van het tegenwoordige Zwitserland geïntegreerd in het Romeinse Rijk.

### Provincialisering
Als eerste behoorden het noorden en westen van Zwitserland tot de provincie Gallia Belgica en later tot Germania Superior. Het oosten van Zwitserland behoorde tot de provincie Raetia. De Centraal-Alpen Wallis en Haute-Savoie behoorden tot Vallis Poenina en Alpes Graiae. Het centrum van Zwitserland was toentertijd Aventicum (het tegenwoordige Avenches), waar nog altijd overblijfselen uit die tijd te bewonderen zijn. De Romeinen bouwden straten, hoofdzakelijk op de lijn Genève naar Arbon. De steden Arbor Felix (Arbon), Basilia (Bazel), Curia (Chur), Genava (Genève), Lousanna (Lausanne), Octodorus of Forum Claudii Vallensium (Martigny), Salodurum (Solothurn), Drusomagnus (Sion), Turicum (Zürich), Urba (Orbe), Vitidurum (Winterthur) stammen alle uit deze tijd. Romeinse Castra waren er in Tenedo (Zurzach) en Vindonissa (Windisch).

### Volksverhuizingen
Reeds in de 3e eeuw werden de Agri Decumates (ten noorden van huidig Zwitserland) opgegeven aan de Germaanse stam der Alamannen; daarmee werd het hertogdom Allemannië geboren, van welk woord de naam van het tegenwoordige Duitsland in veel Romaanse talen is afgeleid (Allemagne/Alemania/Alemanha). Rond 400 n.Chr. verlieten de Romeinen voorgoed de limes; het West-Romeinse Rijk kon de provincies Raetia en Helvetia niet meer houden en trok zich terug. De Gallo-Romeinse stammen trokken zich in de Alpen terug en de Alamannen bezetten het vlakke land. Omstreeks 443 vestigden de Bourgonden rond Genève het koninkrijk der Bourgondiërs, dat zich vooral nog verder westwaarts richting Gallië uitbreidde en in 461 Lyon als hoofdstad nam. Hiermee kwam het Duits naar Zwitserland, dat het Latijn (later uiteengevallen in Francoprovençaals, Lombardisch en Reto-Romaans) terug naar de Alpen dreef.

## Middeleeuwen

### Kerstening
Vanaf de vierde eeuw verbreidde het christendom zich vanuit het westen over geheel Zwitserland; in Genève, Sion en Bazel ontstonden kerken en bisdommen. In de 5e eeuw werden ook kerken en kloosters gesticht in Graubünden. De drijvende kracht achter de verbreiding van het christendom waren vooral de Bourgondische koningen, die opgevolgd werden door de Franken in de 6e eeuw. In oostelijk Zwitserland vereerden de Alamannen nog tot de 7e eeuw de Germaanse god Wodan. Dit eindigde door het zendelingenwerk van Ierse monniken, die onder andere de Abdij van Sankt Gallen uit de 8e eeuw hebben doen ontstaan.

### Bourgonden, Alamannen en Franken
In 532/4 werd het Bourgondische West-Zwitserland en in 536 het Alamannische Oost-Zwitserland opgenomen in het Frankenrijk. Door het verdrag van Verdun in het jaar 843 kwam het gebied van West-Zwitserland bij Lotharingen, vanaf 888 bij het Karolingische koninkrijk Bourgondië; het overige deel van Zwitserland ging naar het Duitse Rijk.
De Zähringer grondvestten in de 12e eeuw op de Zwitserse Hoogvlakte enige steden: Bern, Murten, Fribourg (Freiburg in Üchtland) en Thun. Enige tijd was Zürich ook in hun bezit.

### Habsburgers
De Habsburgers hadden in Zwitserland hun stamkasteel, de Habichtsburg, met hun stedelijke residentie in Brugg. Aargau behoorde tot hun stamland. Door het uitsterven van enige grafelijke geslachten in de 13e eeuw, concentreerde het grondbezit zich bij nog enkele adellijke families. Door een slimme huwelijkspolitiek konden de Habsburgers grote gebieden landerijen van de Zähringer, Lenzburger en Kyburger uit de kantons van Schwyz, Nidwalden, Glarus en Zürich aan hun grondgebied toevoegen. Maar de steden Freiburg, Bern, Bazel en Zürich bleven vrijsteden. In West-Zwitserland heersten de graven van Savoye.
In 1198 werd de Duivelsbrug (Teufelsbrücke) gebouwd waardoor de Gotthardpas als een belangrijke Alpendoorgang werd verwezenlijkt. Tevens vormde de pas daarmee een belangrijke politieke factor. Zeker de Habsburgers waren zeer geïnteresseerd in de beheersing hiervan.

## Zwitsers Eedgenootschap

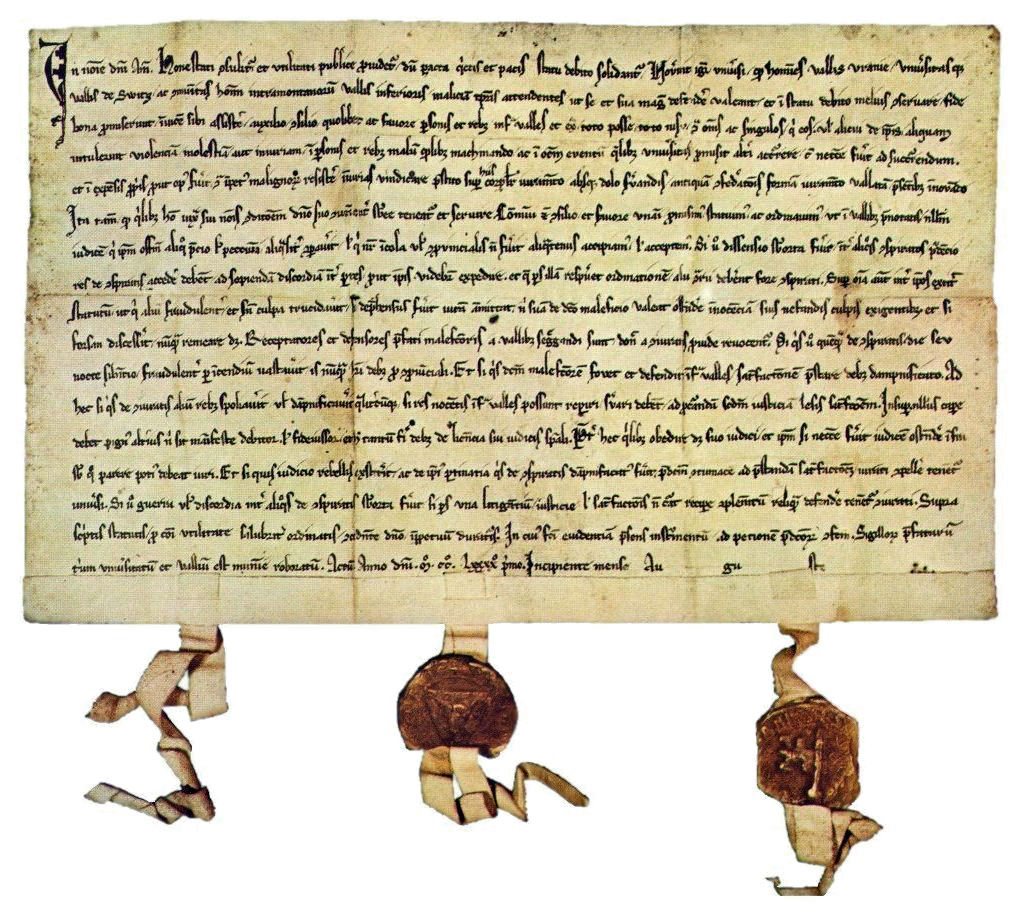
De bondsbrief van 1291.

### Stichtingsmythes van Zwitserland
De stichtingsmythes zijn:
- het verhaal van de Romeinen onder het juk;
- de Rütlischwur;
- het verhaal van Willem Tell;
- het verhaal van de vernietiging van de kastelen;
- het verhaal van Arnold von Winkelried;
- en het verhaal van de melksoep van Kappel.

### Rütlischwur

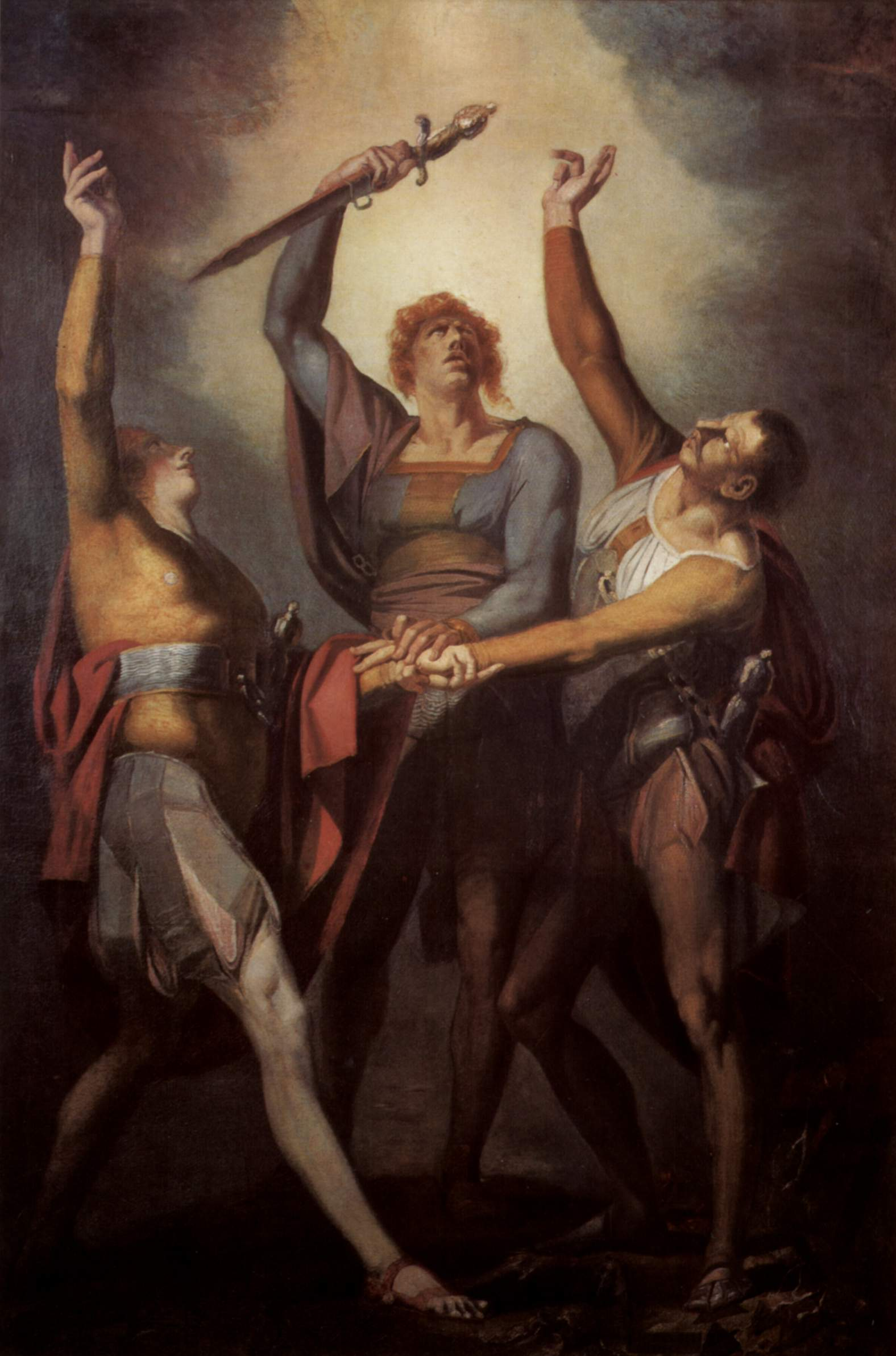
De Rütlischwur, schilderij van Johann Heinrich Füssli, 1780.

De kantons Uri en Schwyz regelden in de 13e eeuw een vrijheidsbrief, waardoor ze een grote mate van vrijheid kregen. In 1273 werd Rudolf I van Habsburg rooms-koning. Hij wilde voor zijn zoon een hertogdom Zwaben oprichten, inclusief de Gotthard, waardoor het gedaan zou zijn met de vrijheid. Dit leidde in 1291 tot oprichting van het Zwitsers Eedgenootschap. Arnold de Melchtal, Walter Fürst en Werner Stauffacher, vertegenwoordigers van de kantons Uri, Schwyz en Unterwalden, zwoeren volgens de legende op 1 augustus 1291 op de Rütliweide een eeuwig verbond. Dit noemt men de Rütlischwur. De Habsburgse voogden werden tegelijkertijd verdreven.
In 1292 werden de vrijheidsbrieven niet vernieuwd door Albrecht I, zoon van Rudolf I. In 1315 wilde Leopold I van Oostenrijk de macht over Binnen-Zwitserland overnemen. De Zwitsers versloegen zijn leger bijna volledig in de Slag bij Morgarten.

### Groeiende kracht

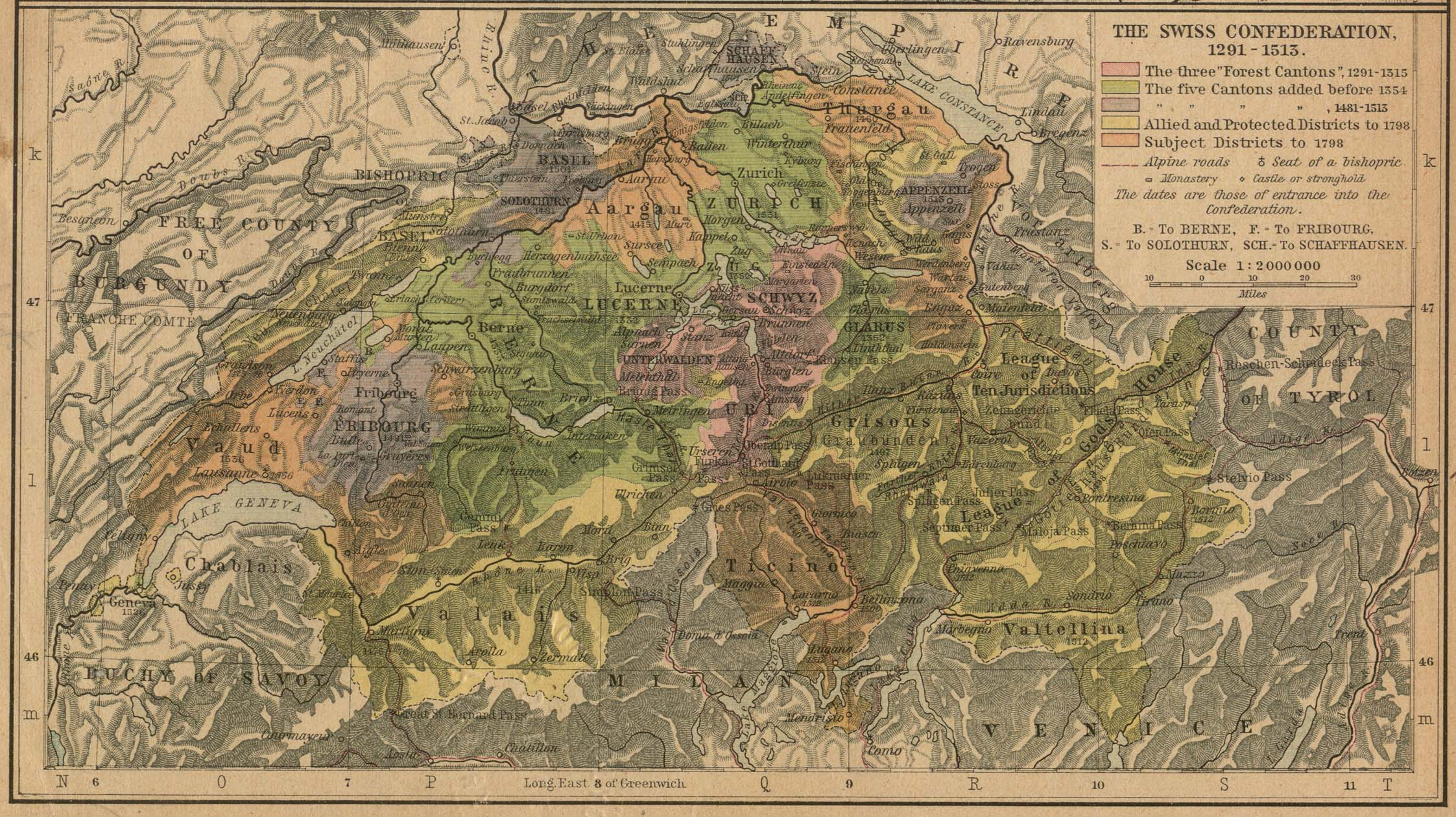
Het Oude Eedgenootschap van 1291 tot 1515.

In 1332 sloot Luzern zich bij de oerkantons aan. In 1351 sloot Zürich zich aan, na problemen met de Habsburgers. In 1353 sloot ook Bern zich aan bij de bond. Hiermee ontstonden de 8 oude Steden van het Zwitsers Eedgenootschap. Het ging daarbij niet om een statenbond, maar meer om een door verdragen tussen de verschillende partners gesloten bondgenootschap.
In 1386 vervolgde de strijd met de Habsburgers. Hertog Leopold III van Oostenrijk werd in de Slag bij Sempach door de eedgenoten verslagen. Binnen het eedgenootschap kwam het tot een oorlog tussen Zürich en Schwyz, omdat ze beide uit waren op het graafschap Toggenburg na het uitsterven van het Toggenburger gravengeslacht.
Van 1474 tot 1478 werden de Bourgondische oorlogen gevoerd met hertog Karel de Stoute, de hertog van het westelijker gelegen Bourgondië. Een spreuk hierover: Karel de Stoute verloor bij Grandson zijn goed, bij Murten zijn moed en bij Nancy zijn bloed. Na de verovering van Vaud door Bern ondernam Karel de Stoute een veldtocht, de Bourgondische Oorlogen. Op 2 maart 1476 werd hij verslagen in de Slag bij Grandson bij het meer van Neuchâtel. Daarna werd hij op 22 juni 1476 verslagen in de slag bij Murten. De Zwitsers kwamen op 5 januari 1477 de bevriende hertog van Lotharingen te hulp in de slag bij Nancy, waarbij Karel de Stoute stierf. De faam van de Zwitsers was hiermee gezet, waarna de vorsten van Europa veel Zwitserse huursoldaten in hun oorlogen inzetten. Dit heeft veel rijkdom naar Zwitserland gebracht. Fribourg en Solothurn, die aan de zijde van de Eedgenoten hadden gevochten, verlangden hierna opname in het Zwitsers Eedgenootschap, wat gebeurde in 1481. In 1499, na de Schwabenoorlog, kregen de Zwitsers ook hun onafhankelijkheid van het Heilige Roomse Rijk.

### Afronding grondgebied

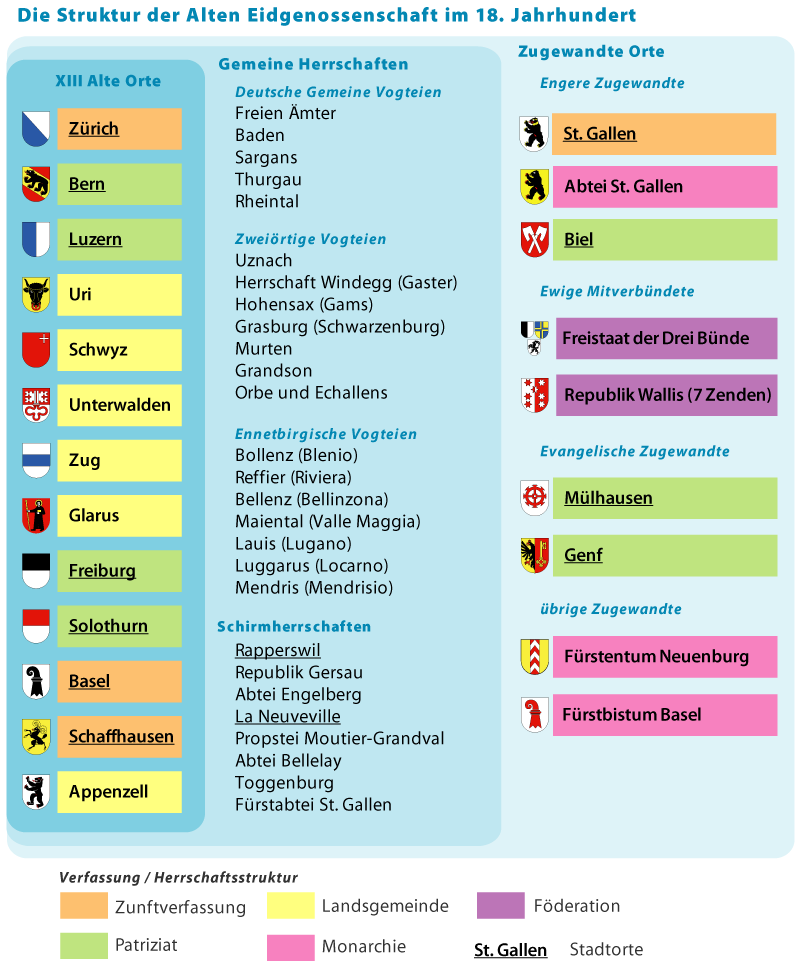
Structuur van Zwitserland tot 1798.

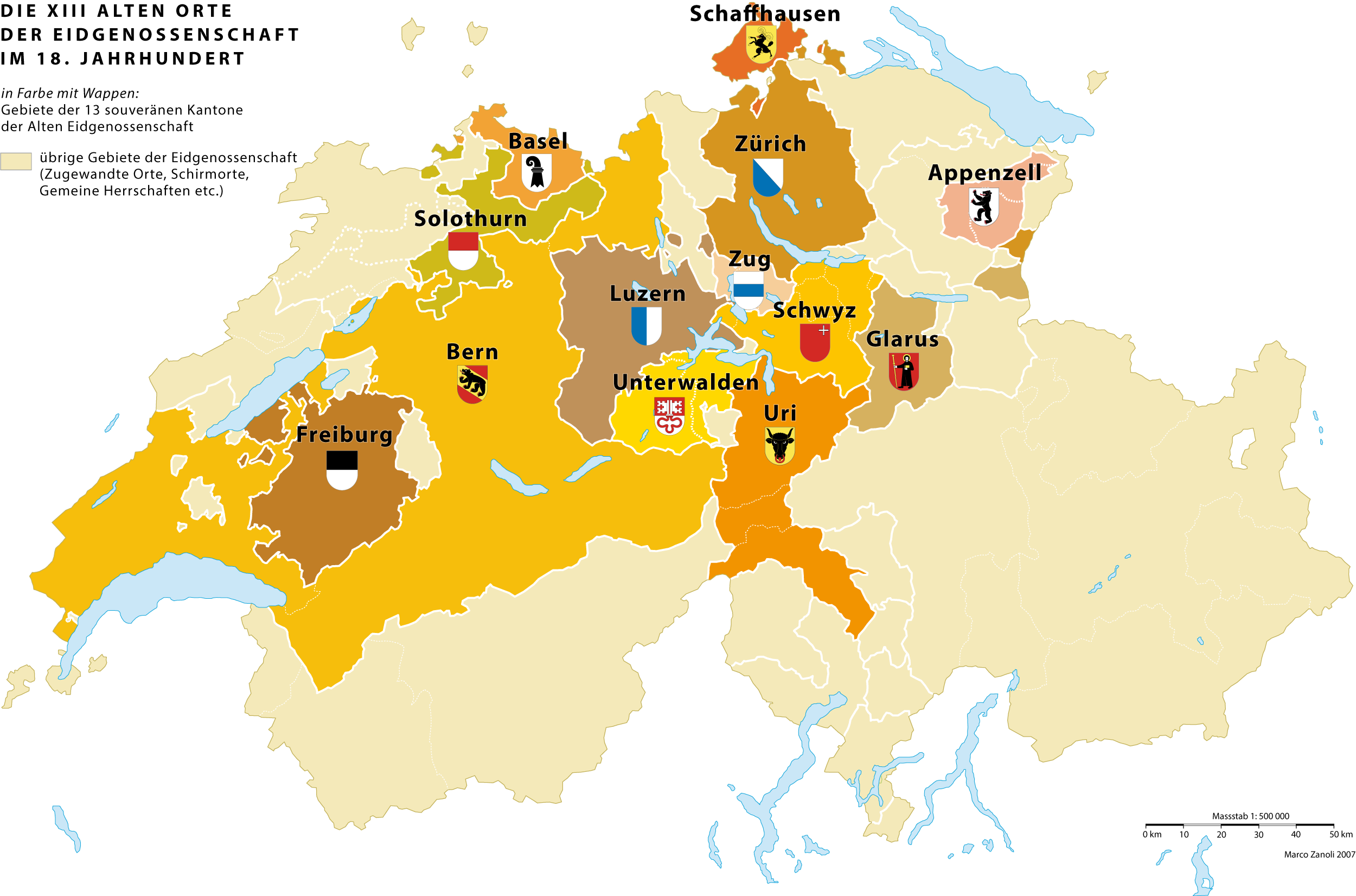
De 13 dominante kantons.

In 1501 sloten Bazel en Schaffhausen zich aan en in 1513 Appenzell. Deze constellatie noemde zich de 13 oude Steden van het Zwitsers Eedgenootschap. Lugano en Locarno werden veroverd. Sankt Gallen, Biel, Rottweil, Mulhouse (tegenwoordig deel van Frankrijk), Genève, bisdom Sankt Gallen en Neuchâtel sloten zich aan. In 1506 werd de Zwitserse Garde (Cohors Helvetica) opgericht, na aanvraag door Paus Julius II, voor de bescherming van het Vaticaan, hetgeen nog altijd voortduurt. In 1513 werd het hoogtepunt van de macht van de Zwitsers bereikt met de bescherming van de Hertog van Milaan. In 1515 werd na de Slag bij Marignano tijdens de Oorlog van de Liga van Kamerijk vrede gesloten met koning Frans I van Frankrijk, waarna verdere interventies in Italië niet meer door de Zwitsers werden uitgevoerd. De Zwitsers verklaarden zich vanaf dan neutraal.

### Reformatie en contrareformatie
In 1519 werd door Huldrych Zwingli de reformatie gestart, niet alleen uit theologisch, maar zeker ook uit politiek oogpunt. De reformatie breidde zich uit over de Zwitserse Hoogvlakte, voornamelijk doordat de mensen een mogelijkheid zagen onder de heerschappij van de kerk vandaan te komen en zelfbestuur te kunnen krijgen. In 1529 werd bloedvergieten nog voorkomen, maar in 1531 werd dan toch oorlog gevoerd als gevolg van de reformatie, waarin Zwingli sneuvelde. Het principe van vrije geloofskeuze werd ingevoerd, waarbij ook gedeeltelijk een tegenreformatie, terug naar het katholieke geloof, optrad. De kantons van Zürich, Bern, Bazel, Schaffhausen en delen van Graubünden bleven gereformeerd, de kantons van Uri, Schwyz, Nidwalden, Obwalden, Luzern, Zug, Solothurn en Fribourg bleven rooms-katholiek.
De samenwerking tussen de protestantse en katholieke kantons was vaak uiterst moeizaam. In feite leefden deze kantons grotendeels langs elkaar heen, hetgeen goed mogelijk was vanwege het losse karakter van de bondsstaat. Er was geen sprake van tolerantie van andersdenkenden binnen de afzonderlijke kantons.
In 1541 zette de reformatie zich in een tweede aanloop door in Genève onder leiding van Johannes Calvijn. In 1618 en 1619 werd in de Synode van Dordrecht de eenheid in het gereformeerde geloof vastgelegd, onder andere met de aanwezigheid van veel Zwitserse theologen.

### Autonomie
Zwitserland kreeg de al lang bereikte autonomie volkenrechtelijk bevestigd in de Vrede van Westfalen op 24 oktober 1648, die ook een einde maakte aan de Tachtigjarige Oorlog en de Dertigjarige Oorlog. Nog twee keer zou het in Zwitserland tot korte godsdienstoorlogen komen: de Eerste Villmergeroorlog (1656), die de katholieke dominantie bevestigde, en de Toggenburgeroorlog oftewel Tweede Villmergeroorlog (1712), die de protestantse kantons dominant maakte. De verhoudingen tussen de kantons was zeer ongelijkwaardig: er waren de Dreizehn Alte Orte, 13 volwaardige kantons (Appenzell, Basel, Bern, Fribourg, Glarus, Luzern, Schaffhausen, Schwyz, Solothurn, Unterwalden, Uri, Zug en Zürich) die macht uitoefenden over veroverde gebieden (Untertanenländer zoals Aargau, Thurgau en Vaud), (gezamenlijk) beheerde gebieden (Vogteie) of bondgenoten (zoals Neuchâtel, Wallis en Graubünden).

## Franse Tijd

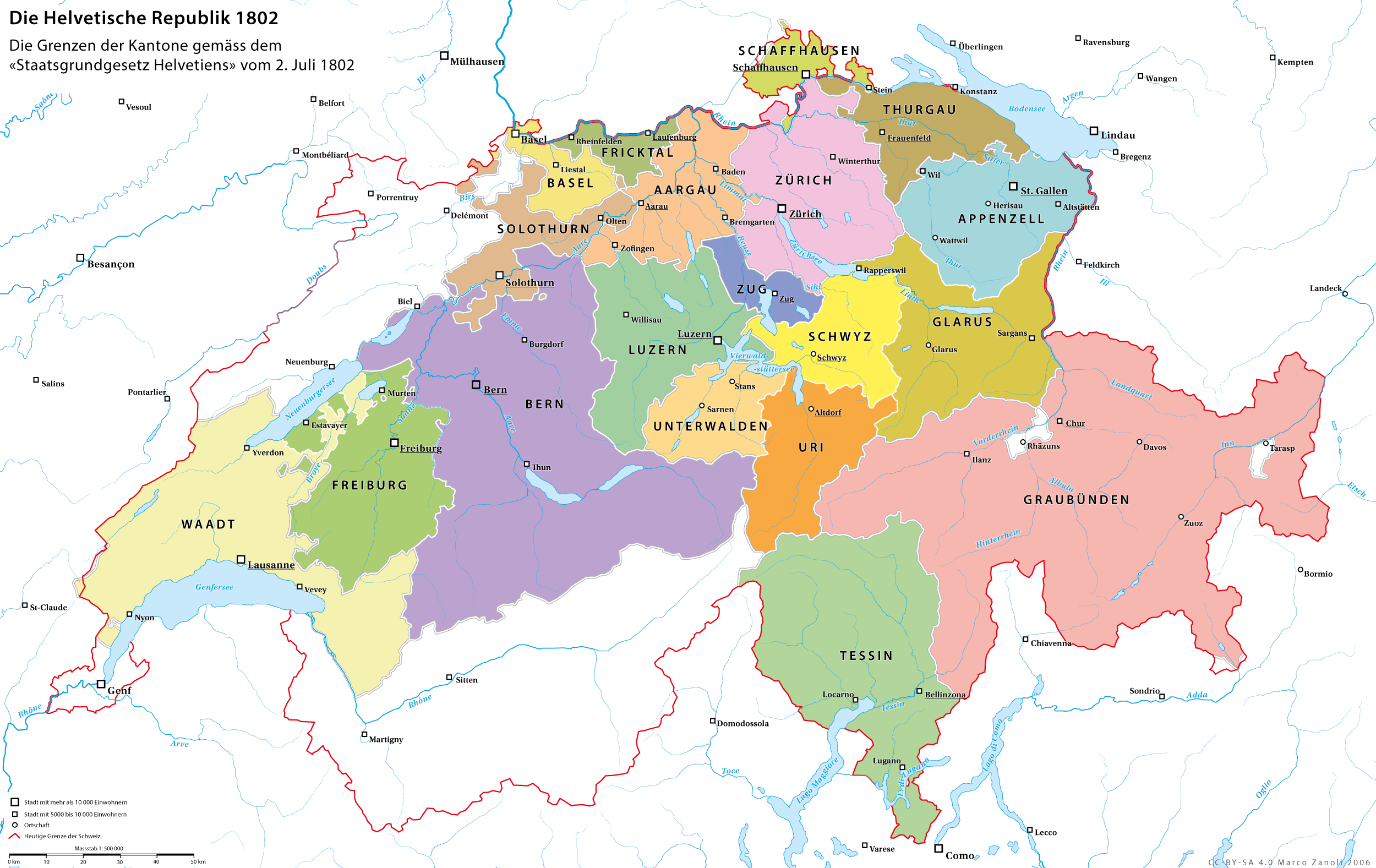
Helvetische Republiek 1798–1803.

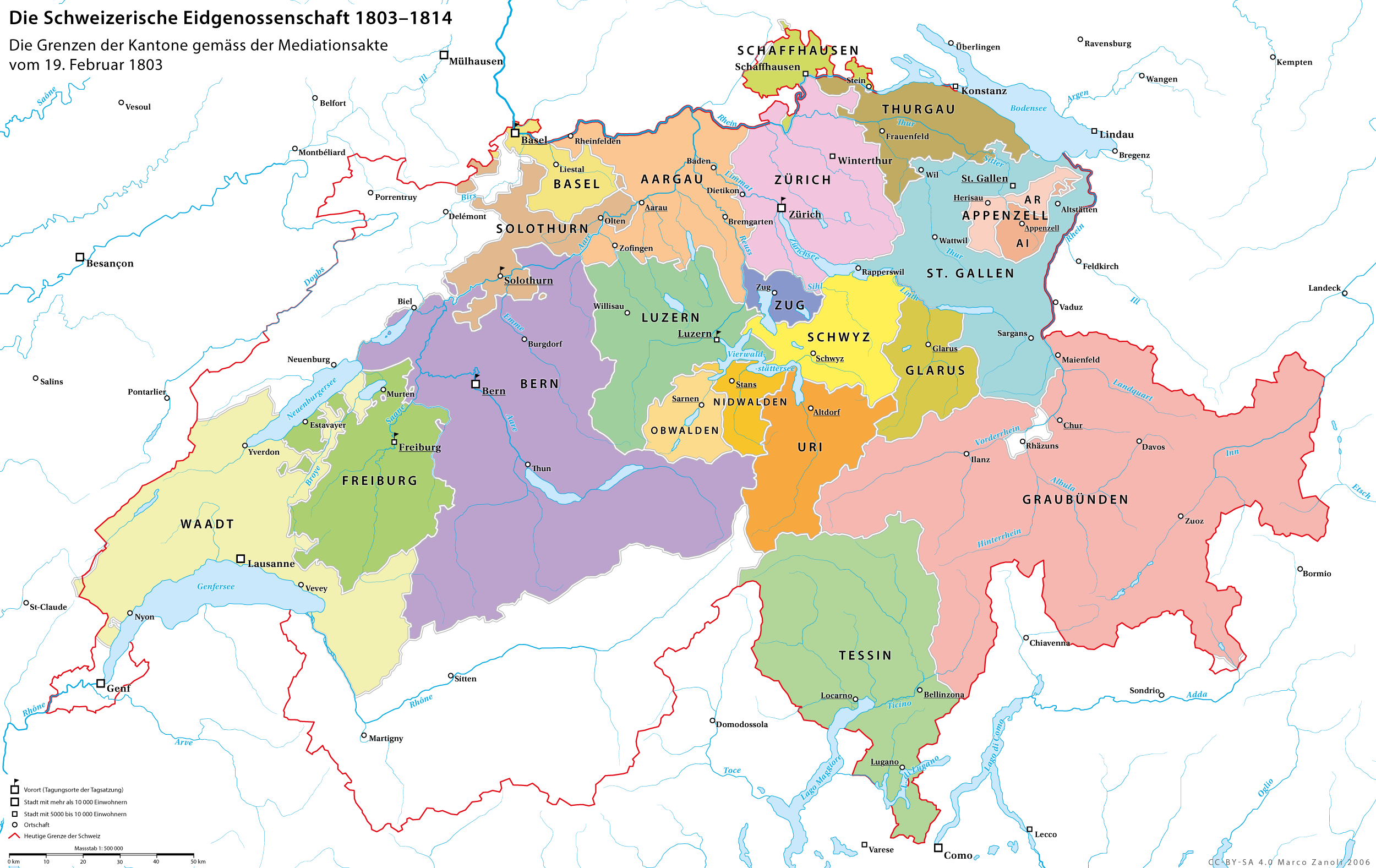
Mediations-Zwitserland 1803–1814.

In februari 1798 brak onder leiding van de revolutionaire agitator Niklaus Friedrich von Steiger een opstand uit in het kanton Vaud tegen het kanton Bern. Frankrijk kwam tussen en viel met zijn leger de Confederatie van de XIII kantons binnen, bezette Bern en beëindigde het Oude Eedgenootschap. Zwitserland verloor de steden Mulhouse (Mülhausen) en Genève en de Bernische Jura aan Frankrijk en Valtellina aan de Cisalpijnse Republiek, en zo aan het latere Italië.

### Helvetische Republiek
Maarschalk Guillaume Brune, aanvoerder van de Franse bezettingsmacht, kondigde op 12 april 1798 een centraliserend-democratische grondwet af en stichtte daarmee de Helvetische Republiek. Het adjectief "Helvetische" verwees naar de allegorie Helvetia en naar de Helvetii, de Zwitserse volksstam uit de Romeinse tijd. De centralisatiepolitiek werd echter sterk tegengewerkt en kon enkel worden doorgezet door de blijvende militaire bezetting. Na een korte burgeroorlog, de Stecklikrieg (augustus-oktober 1802), kondigde Napoleon op 30 september 1802 aan dat er zou bemiddeld worden over het statuut van de Zwitserse kantons. Als gevolg hiervan werd de republiek in 1803 weer afgeschaft.

### Confederatie van de XIX kantons
Napoleon Bonaparte liet Zwitserland opnieuw militair bezetten, maar was zich bewust van het Zwitserse verzet tegen een centrale regering en besloot om tot bemiddeling (médiation) over te gaan. Uiteindelijk werd met de Mediationsakte van 19 februari 1803 de kantonnale autonomie grotendeels hersteld om aan deze bezwaren tegemoet te komen. Er kwam een nieuwe grondwet en nieuwe verdeling van gebieden. De toenmalige onderdanengebieden en verbonden gebieden, Sankt Gallen, Graubünden, Aargau, Thurgau, Ticino en Vaud, werden zelfstandige kantons, waardoor het aantal kantons tot 19 werd verhoogd. Wallis werd van Zwitserland afgescheiden en een van Frankrijk afhankelijke republiek, de Rhodaanse Republiek, die ten slotte in 1810 werd geannexeerd als het Franse departement Simplon. Dit stelde de Zwitsers een tijdlang tevreden, maar de weerstand tegen de Franse regering bleef en groeide uiteindelijk met name vanwege de plicht om 16.000 soldaten te leveren aan het Franse Grande Armée. Toen de Zesde Coalitie oprukte na Napoleons nederlaag in de Slag bij Leipzig (16-19 oktober 1813), verklaarde Zwitserland zich neutraal. Eind december 1813 werd de Mediationsakte uiteindelijk opgeschort en begon de restauratie van het Eedgenootschap, dat in 1815 zou leiden tot de Confederatie van de XXII kantons.

## Bondsstaat

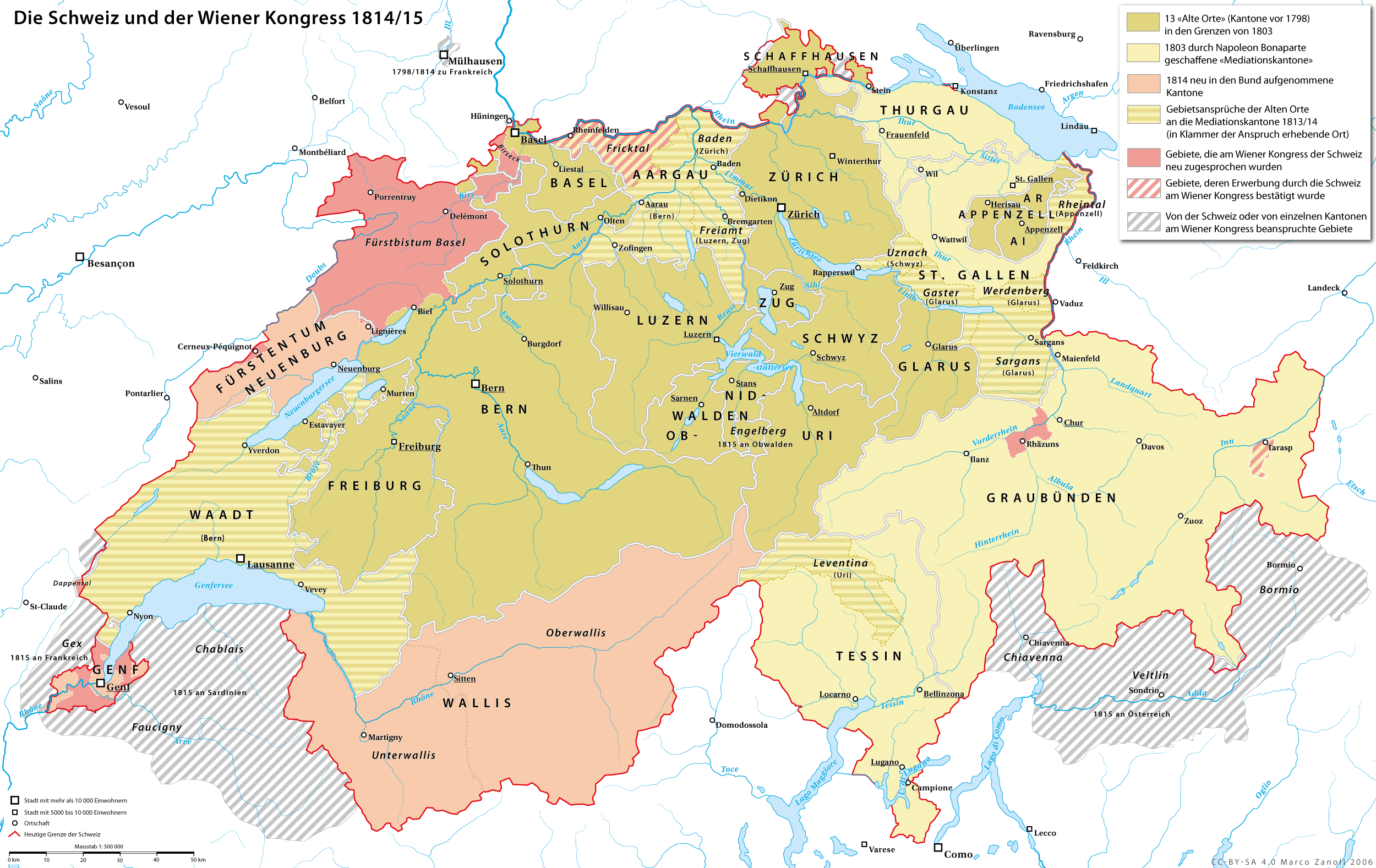
Territoriale kwesties 1813–1815.

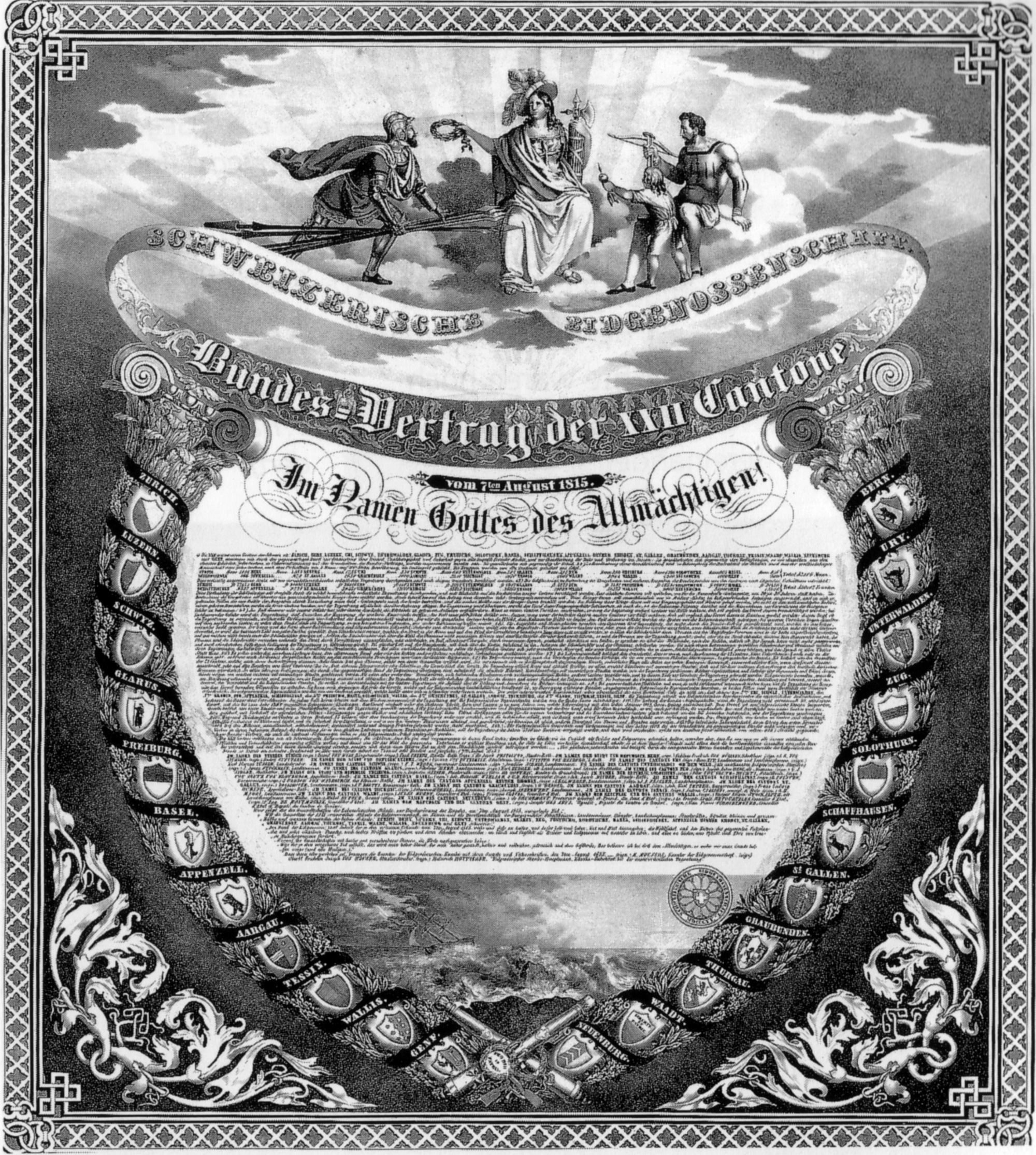
Het Bondsverdrag van 1815.

### Van statenbond naar bondsstaat
De periode van 1814 tot 1830 wordt in de Zwitserse geschiedschrijving de door conservatieven gedomineerde Restauratie genoemd, waarin gepoogd werd het ancien régime te herstellen. De periode van 1830 tot 1848 wordt de door liberalen gedomineerde Regeneratie genoemd, waarin juist gepoogd werd vele verworvenheden van de Franse Revolutie te herstellen.
In 1814 lagen de kantons al snel met elkaar overhoop over de vraag hoe het nieuwe Eedgenootschap territoriaal ingedeeld moest worden. De ene groep, de Alte Schweiz (hoofdkwartier: Luzern), wilde dat de oude 13 dominante kantons de baas bleven over een groot aantal afhankelijke territoria. De andere groep, de Bundesverein (hoofdkwartier: Zürich), wilde dat de indeling van de Mediation, waarbij Napoleon alle kantons gelijkwaardig had gemaakt en Thurgau, Aargau, St. Gallen, Vaud, Graubünden en Ticino zelfstandigheid verleend, werd gehandhaafd. De Bundesverein genoot aanvankelijk grote steun: 10 van de 13 oude kantons (Bern, Unterwalden en Luzern niet) en de zes nieuwe kantons, maar na enkele conservatieve contrarevoluties schaarden Fribourg, Solothurn, Luzern, Zug en Unterwalden zich achter Alte Schweiz-leider Bern. Discussies over legitimiteit concentreerden zich rond de vraag of men terug moest naar de situatie van voor 1798 of dat de Mediationsakte geldig was omdat deze ook door enkele buitenlandse mogendheden was erkend. In maart 1814 dreigde er even een burgeroorlog toen Bern, Vaud en Aargau mobiliseerden, maar de Coalitie dreigde militair te interveniëren en ten slotte sloot het Luzerner tegenparlement zich aan bij de Züricher Tagsatzung op 6 april 1814. Veel werd er echter niet bereikt totdat het Congres van Wenen op 18 september 1814 bijeen kwam.
Op het Congres van Wenen werd uiteindelijk in 1815 de eeuwigdurende neutraliteit van Zwitserland door de Europese grootmachten erkend; evenwel werd het land nog eenmaal gedwongen om Frankrijk de oorlog te verklaren en de Coalitielegers de vrije doortocht te verlenen toen Napoleon terugkeerde op 1 maart 1815. Uiteindelijk besloot men op 20 maart de Confederatie van de XIX kantons van de Mediation te erkennen, maar de nieuwe kantons dienden de oude kantons financieel schadeloos te stellen voor de staatseigendommen op hun grondgebied. Wallis, Neuchâtel en Genève werden als kantons in het Zwitserse Eedgenootschap opgenomen, waardoor het aantal kantons naar 22 uitgebreid werd en de Confederatie van de XXII kantons ontstond. Neuchâtel bleef echter als vorstendom in personele unie verbonden met Pruisen. In 1856-57 zou hier door de Neuchâtelcrisis een einde aan komen.
Het land was destijds zeer reactionair: de patriciërs herkregen hun macht en de grondwet werd niet gemoderniseerd, maar opmerkelijk genoeg bleef Zwitserland de enige republiek van betekenis in Europa. Op 7 augustus 1815 werd het Bondsverdrag gesloten, dat een nieuw machtsevenwicht en staatsstructuur vestigde; men trachtte grotendeels de wetten en gebruiken van het Oude Eedgenootschap te herstellen, maar enkele verworvenheden en ontwikkelingen van de Franse Revolutie werden behouden.

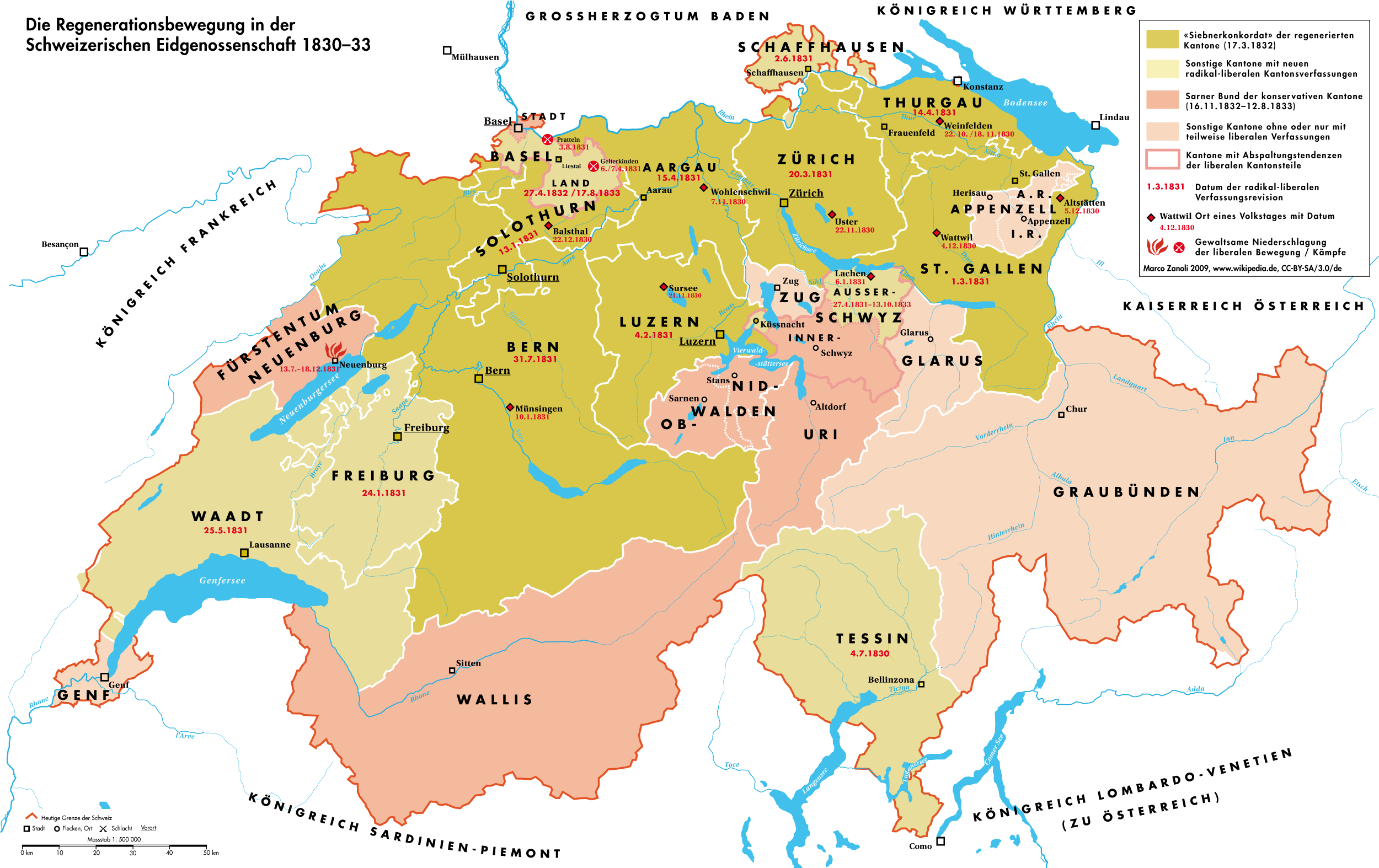
De Regeneratiebeweging (1830–1833).

De Julirevolutie die in 1830 de gerestaureerde Bourbon-monarchie ten val bracht ten gunste van de liberale Julimonarchie, had een diepe impact op het politiek leven in Zwitserland. De Restauratie brokkelde af en onder druk van de liberale beweging werden in 1830 en 1831 in enkele kantons liberale grondwetten ingevoerd, terwijl antiklerikalisme sterk opkwam. In Neuchâtel deden republikeinen in september en december 1831 revolutionaire pogingen om de personele unie met de Pruisische koning te verbreken, maar die werden neergeslagen. Ook in Wallis, Schwyz en Basel werd de liberale beweging onderdrukt; de laatste twee kantons werden in tweeën gesplitst, hoewel Schwyz spoedig herenigde. In 1832 sloten enkele kantons onder leiding van Zürich en Bern het Siebnerkonkordat met de bedoeling het Bondsverdrag te liberaliseren, waarbij ze tegenstand kregen van andere kantons (Uri, Schwyz (zonder Ausserschwyz), Unterwalden, Neuchâtel en Basel-Stadt), die de conservatieve Sarnerbund sloten. Zowel het Konkordat als de Bund stonden op gespannen voet met Bondsverdrag-artikel 6: "Kantons mogen onderling geen coalities sluiten die het Bondsverdrag of de rechten van andere kantons schaden." De spanningen werden uiteindelijk binnen de perken gehouden, maar zouden later weer uitbarsten.
Op 17 augustus 1835 voerde Zwitserland het metrieke stelsel in, maar in eerste instantie alleen nog maar als standaard waaraan alles kon worden afgemeten, niet als verplichting. In 1838 toonde een onderzoek aan dat in Zwitserland de voet nog steeds 37 verschillende regionale variaties had, de el 68, er waren 83 verschillende maten voor droog graan, 70 maten voor vloeistoffen en 63 verschillende maten voor "dood gewicht". Pas in 1876 begon men met systematische metricatie na het tekenen van de Meterconventie (1875). In Genève werd in 1864 door Henri Dunant het Rode Kruis opgericht; de vlag van het Rode Kruis is bijna gelijk aan de Zwitserse vlag, alleen rood en wit zijn verwisseld. Het volgende jaar werd tussen Baden en Zürich de eerste Zwitserse treinverbinding geopend.
Conservatieve plattelanders trokken op 6 september 1839 de stad Zürich binnen en wierpen tijdens de zogeheten Züriputsch de liberale kantonnale regering omver. Een nieuw gemengd bestuur werd gevormd en interventie vanuit andere kantons en de federale overheid werd afgewend door te garanderen dat de grondwet van 1831 gehandhaafd zou worden. Spoedig daarna gehouden verkiezingen bevestigde de dominantie van conservatieven en gematigde liberalen, tot in 1845 de radicale liberalen bij verkiezingen de conservatieve regering deden vallen.

### Federale grondwet van 1848

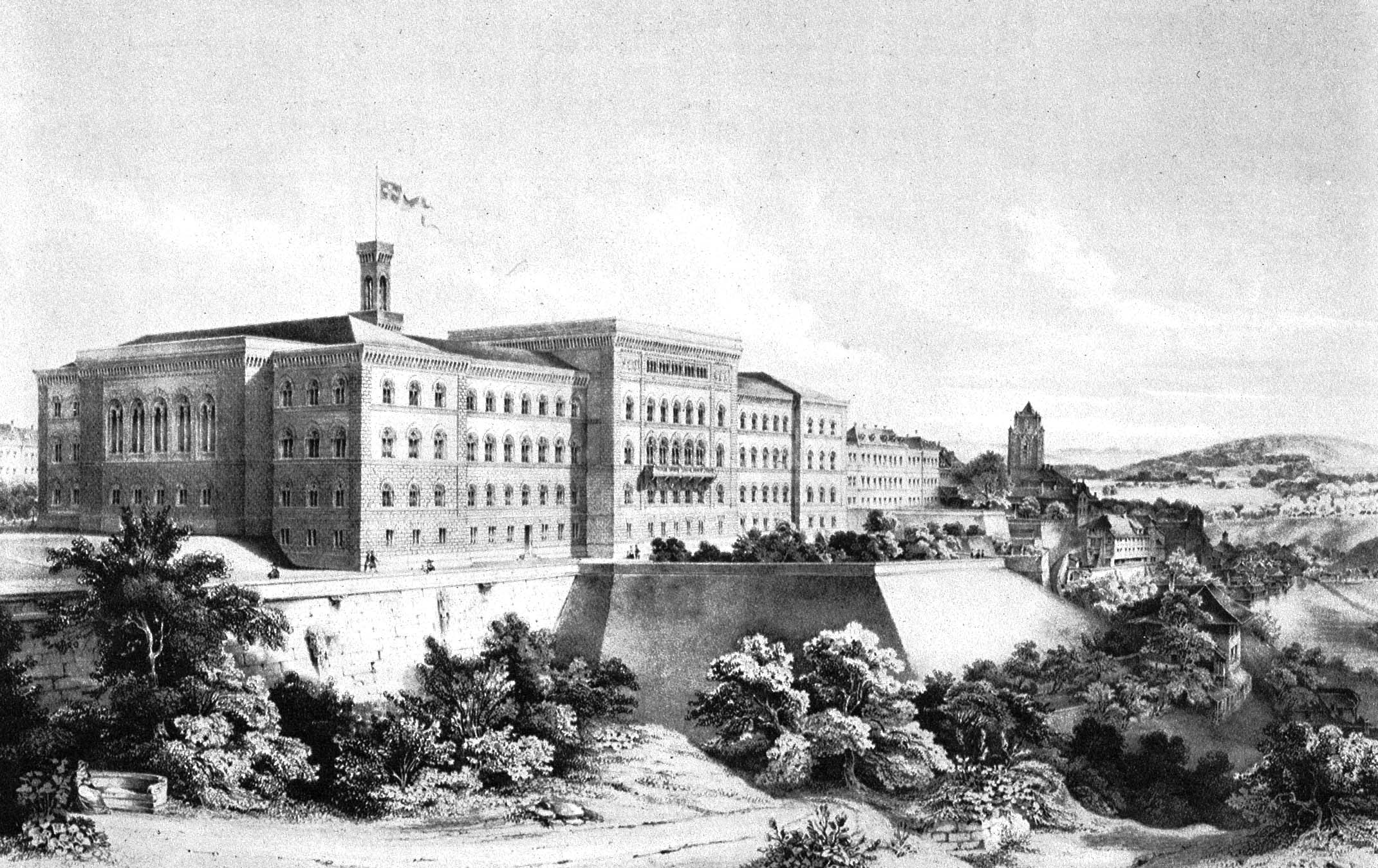
Zicht op het federaal paleis in Bern in 1857.

In 1845 kwam het tot een polarisering tussen de liberale, stedelijke, overwegend protestantse en antiklerikale kantons en de conservatieve, ultramontaanse katholieke bergkantons. De laatsten, de kantons Luzern, Uri, Schwyz, Unterwalden, Zug, Fribourg en Wallis, verenigden zich in de Sonderbund ("afzonderlijk bondgenootschap"), de opvolger van de Sarnerbund, en poogden zich van het Eedgenootschap af te scheiden. In 1847 leidde dit tot de Sonderbundsoorlog. Onder leiding van generaal Henri Dufour behaalden de federale troepen na enige schermutselingen de overwinning.
Op 12 september 1848 werd hierna het moderne Zwitserland opgericht als een bondsstaat met een krachtige federale Zwitserse grondwet, ter vervanging van het confederale Bondsverdrag van 1815.

### Neuchâtelcrisis

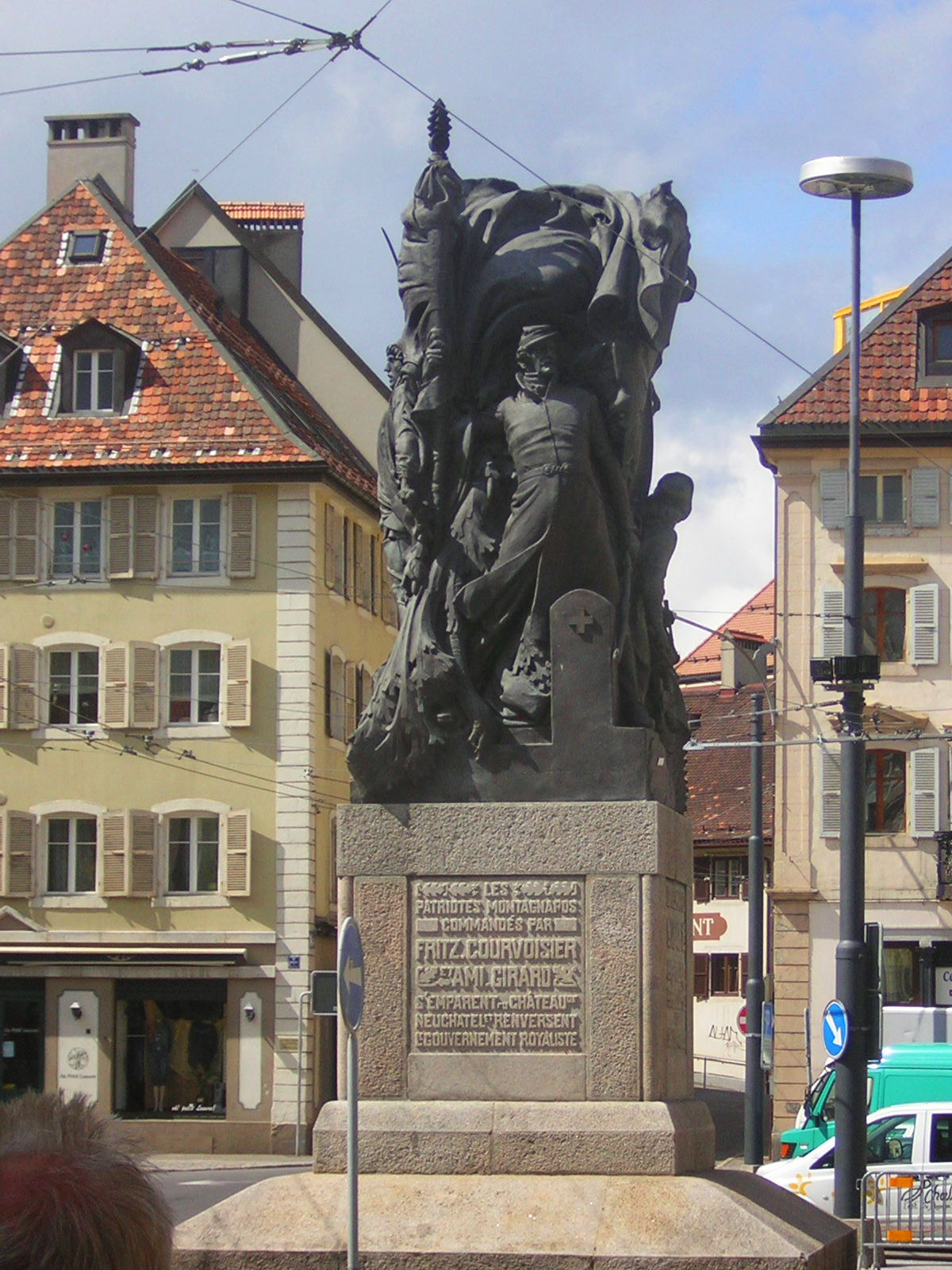
Herdenkingsmonument voor de Neuchâtelcrisis in La Chaux-de-Fonds, met bustes van Ami Girard en Fritz Courvoisier.

Tijdens de Maartrevolutie van 1848 slaagden rebellen er deze keer wel in om de Pruisische heerschappij in Neuchâtel te beëindigen en een republikeinse grondwet in te voeren. Het vorstendom verdween en voortaan heette het République et Canton de Neuchâtel. Frederik Willem IV van Pruisen protesteerde, maar hij en de andere grootmachten konden niets doen. In 1856 bracht een poging tot monarchistische staatsgreep nog spanningen in Neuchâtel, maar deze mislukte door het optreden van Ami Girard en Fritz Courvoisier. Door bemiddeling van Napoleon III kon een oorlog echter voorkomen en werd Neuchâtel geheel onafhankelijk van Pruisen. Deze gebeurtenissen noemt men de Neuchâtelcrisis.

### Diverse vernieuwingen

#### Grondwetsherziening van 1874
In 1874 werd een nieuwe grondwet opgezet die de federale staat flink versterkte ten opzichte van 1848. In 1999 was er de laatste grondwetsherziening, waarin formeel de hiërarchie tussen federale en kantonnale wetgeving werd geregeld.

#### Stemrecht
In 1918 werd het algemeen kiesrecht ingevoerd, maar alleen voor mannen. Pas in 1975 werd in Zwitserland het vrouwenkiesrecht ingevoerd als laatste grote land in Europa. Buurlandje Liechtenstein volgde pas in 1984. Ter vergelijking: in België voerde men in 1948 het vrouwenkiesrecht in. In Nederland gebeurde dat in 1917.

#### Communautaire kwesties
In 1938 werd het Reto-Romaans officieel de vierde landstaal, naast het Duits, het Frans en het Italiaans. Na een langslepend conflict werd in 1979 het overwegend Franstalig katholieke kanton Jura afgesplitst van het overwegend Duitstalig protestantse kanton Bern; drie Franstalig protestantse kantons bleven bij Bern.

### Neutraliteit

#### Conflicten in de buurlanden

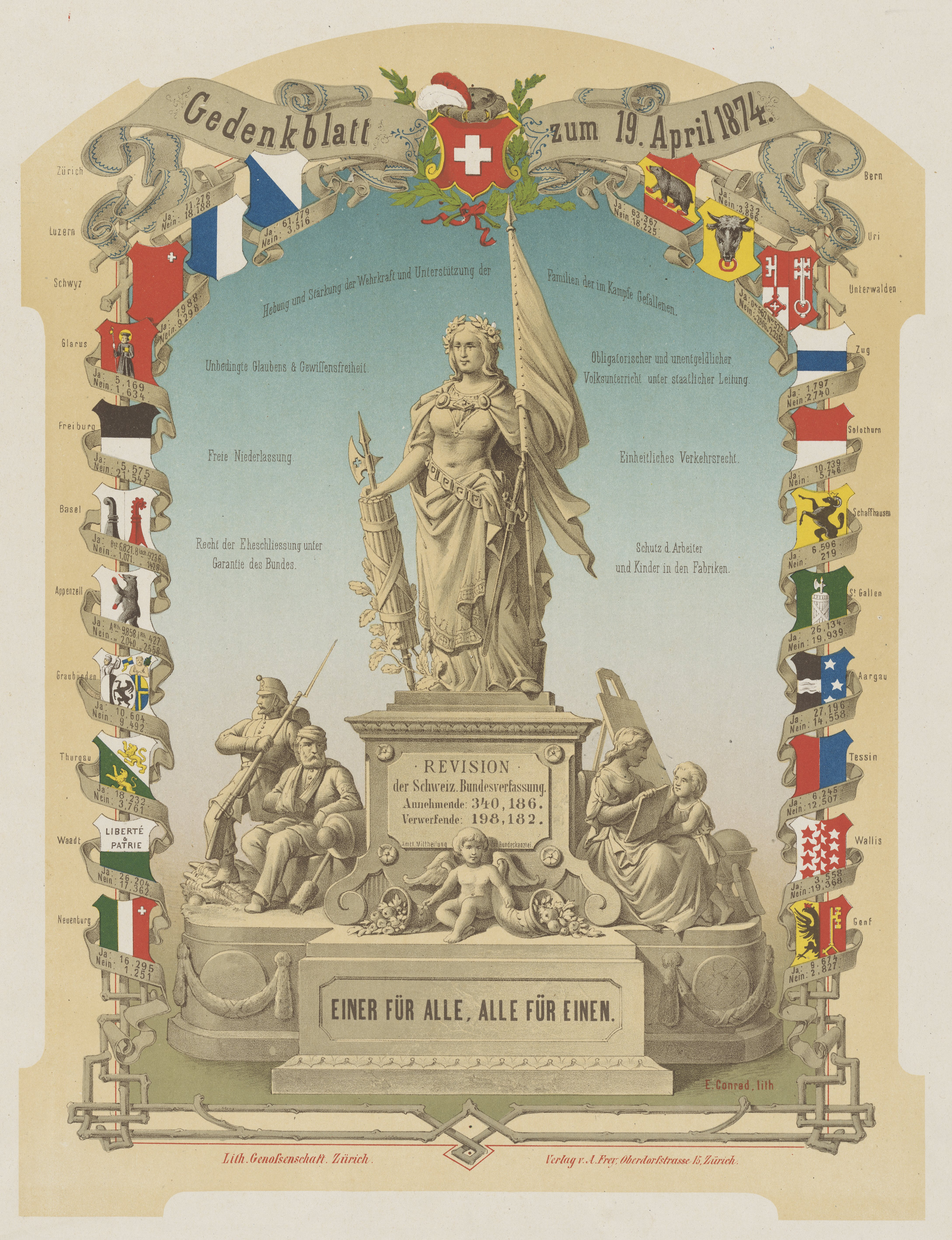
Gedenkbladzijde van de grondwetsherziening van 1874 met het motto "Unus pro omnibus, omnes pro uno" ("Eén voor allen, allen voor één").

Tijdens verschillende conflicten in de buurlanden van Zwitserland, zoals de Sardisch-Franse oorlog tegen Oostenrijk in 1859, de Italiaanse-Oostenrijkse oorlog in 1866 en de Frans-Duitse Oorlog in 1870, lukte het Zwitserland om zijn neutraliteit te bewaren, onder andere door versterkte bewaking van de grenzen en het verbod op 'Reislaufen', de vreemde krijgsdienst.

#### Wereldoorlogen
Tijdens de Eerste Wereldoorlog (1914–1918) bleef Zwitserland neutraal, maar mobiliseerde wel. Zwitserland werd in 1920 lid van de Volkenbond, die in Genève zijn hoofdkantoor had.
In de Tweede Wereldoorlog (1939–1945) bleef Zwitserland opnieuw neutraal, maar mobiliseerde wel. 26.000 joden worden opgenomen in Zwitserland, hoewel de asielpolitiek streng was.

#### Europese integratie
Zwitserland bleef na de Wereldoorlogen een onafhankelijke en neutrale politiek voeren en deed maar matig mee aan de Europese integratie. Het besloot buiten de Europese Economische Gemeenschap te blijven en werd in plaats daarvan medeoprichter van de Europese Vrijhandelsassociatie (1960). In 1963 werd het wel lid van de Raad van Europa.
In 1988 besloot Zwitserland om geen lid te worden van de Europese Gemeenschap en in 1992 om geen lid te worden van de Europese Unie (EU); wel trad het als EVA-lid toe tot de Europese Economische Ruimte. In 2000 werden er bilaterale verdragen met de EU afgesloten. Op 26 oktober 2004 ondertekende het land de Verdragen van Schengen, die op 15 december 2008 in werking traden. Vooralsnog blijft Zwitserland buiten de EU en behoudt een muntunie met Liechtenstein.

#### Internationale positie

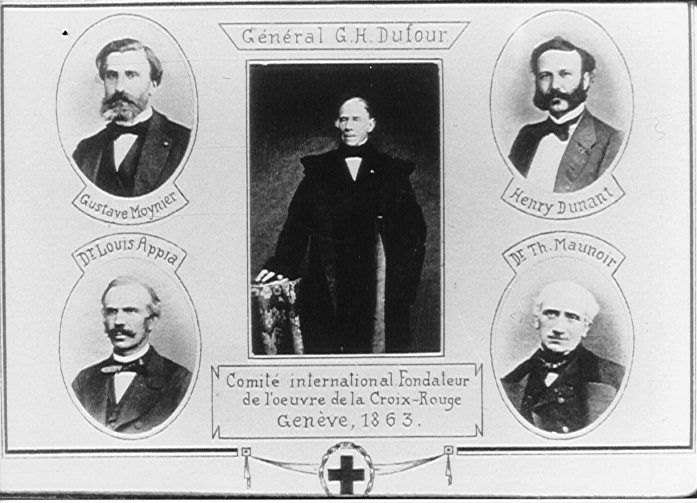
Portret van de stichters van het Rode Kruis, met rechtsboven de voornaamste bezieler de Zwitser Henri Dunant.

Pas in 2002 werd Zwitserland lid van de Verenigde Naties, nadat een meerderheid zich in een referendum voor toetreding had uitgesproken, hetgeen een opmerkelijke breuk met de traditionele neutraliteit was. De resolutie van de VN-Veiligheidsraad hiertoe werd zonder stemming aangenomen op 20 juli 2004.
De neutraliteit heeft ertoe geleid dat veel internationale organisaties zich in Zwitserland hebben gevestigd, zoals het Internationaal Olympisch Comité (IOC) en het Wereldantidopingagentschap (WADA) in Lausanne, het Rode Kruis en instanties van de Verenigde Naties in Genève en de Wereldvoetbalbond in Zürich. Ook vele belangrijke congressen worden in Zwitserland gehouden. Een voorbeeld daarvan is het World Economic Forum (Wereld Economisch Forum), dat ieder jaar in januari plaatsvindt in Davos en waar ieder jaar toppolitici, bedrijfsleiders, intellectuelen en journalisten vanuit de hele wereld elkaar ontmoeten.
Het land werd voor Europeanen een geliefd vakantiegebied, in het bijzonder voor skivakanties. De universiteiten in Zwitserland waren lange tijd de enige in het Duitstalige gebied, waar vrouwen toegelaten werden om te studeren. Deze mogelijkheid werd door veel vrouwen in Europa gebruikt. Ook de oprichting van de Eidgenossissche Technische Hochschule (1854) in Zürich versterkte de internationale leidende rol van Zwitserland.
Geschiedenis van:
Albanië · Andorra · Azerbeidzjan · België (Vlaanderen, Wallonië) · Bosnië en Herzegovina · Bulgarije · Denemarken · Duitsland · Estland · Faeröer · Finland · Frankrijk (Bretagne, Corsica) · Georgië · Griekenland · Hongarije · Ierland · Italië (Sicilië) · Kosovo · Kroatië · Letland · Liechtenstein · Litouwen · Luxemburg · Malta · Moldavië · Monaco · Montenegro · Nederland · Noord-Macedonië · Noorwegen · Oekraïne · Oostenrijk · Polen · Portugal · Roemenië · Rusland (Tsjetsjenië) · San Marino · Servië · Slovenië · Slowakije · Spanje (Catalonië, Galicië) · Tsjechië · Turkije · Vaticaanstad · Verenigd Koninkrijk (Engeland, Schotland, Wales, Noord-Ierland) · Wit-Rusland · IJsland · Zweden · Zwitserland
Balkan · Britse Eilanden · Kaukasus · Lage Landen · Oost-Europa · Scandinavië